# 圣佩德罗-迪索利什
圣佩德罗-迪索利什是葡萄牙贝雅区的一个堂区。总面积63.74平方公里，总人口318人，人口密度5人/平方公里。